# Бутенин, Константин Николаевич
Константин Николаевич Бутенин (род. 18 марта 1975) — российский дзюдоист, чемпион (2002), серебряный (1995, 2000, 2001) и бронзовый (1997) призёр чемпионатов России, мастер спорта России международного класса. Тренер-преподаватель СДЮСШОР по дзюдо Красноярска. Выступал в суперлёгкой весовой категории (до 60 кг).

## Спортивные результаты
- Чемпионат России по дзюдо 1995 года — ;
- Чемпионат России по дзюдо 1997 года — ;
- Чемпионат России по дзюдо 2000 года — ;
- Чемпионат России по дзюдо 2001 года — ;
- Чемпионат России по дзюдо 2002 года — ;